# 中华女儿
《中华女儿》是东北电影制片厂1949年出品的一部以八女投江为题材的黑白电影，是中华人民共和国首部抗战题材和首次在国际上获奖的影片。该片由凌子风和翟强联合导演，是凌子风的导演处女作，也是颜一烟的编剧处女作。:338

## 剧情
1931年九一八事件后，东北沦陷。日军放火烧毁胡村的民房，强迫老百姓搬家，“归大屯”。村妇胡秀芝卧病在床的丈夫被活活烧死在房中。王大队长的抗联队伍发现火光后，率部来到胡村驱逐了日军。胡秀芝为夫报仇加入了抗联队伍。在指导员冷云和安大姐等人的帮助下，她逐渐成长成为一名合格的革命战士，后加入了中国共产党。:9-10:44

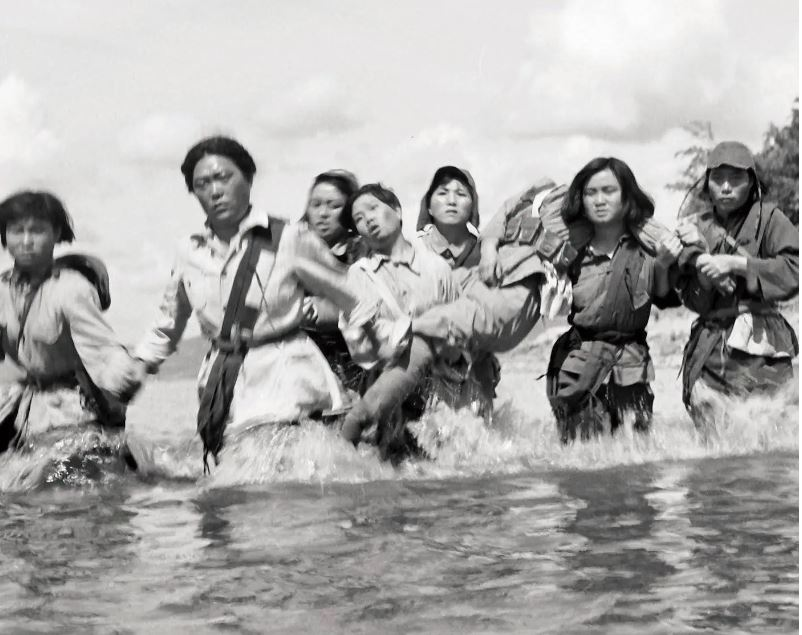
《中华女儿》剧照

一天，冷云奉命带爆破小组炸毁日军铁路桥。在返回驻地的途中，他们发现大批日军在偷袭抗联主力部队。凌云一方面派人抄近路给大部队送信，一方面带着爆破组开枪牵制日军。枪战后，爆破组只剩下冷云等8名女战士。最后，冷云也中弹牺牲。胡秀芝和其它女战士打完所有的子弹和手榴弹后，为不被俘虏，带着冷云的遗体，投江自尽。:9-10:44

## 制作
1948年11月，中共中央宣传部发出《关于电影工作给东北局宣传部的指示》。东北电影制片厂根据此指示，进行“写工农兵”的创作。其中的“兵”指东北抗日联军。时任东北电影制片厂党总支书记兼艺术处处长的陈波儿决定让颜一烟负责剧本的撰写。颜一烟此前并没有做过编剧。为完成任务，她花了5个多月的时间在东北各地收集材料，采访了李延禄、冯仲云、周保中、陈雷、张瑞麟等昔日抗联领导和战士，最终决定创作以八女投江为题材的剧本。颜一烟起初给剧本取名为《抗联的女儿》。长春市委领导审查时提出八女投江的精神是中华民族儿女的气节，逐改名为《中华女儿》。
该片的导演凌子风亦是首次执导电影。颜一烟给到他的剧本采用的是平均主义的做法，用八幕戏描写八名女战士的经历。凌子风认为这样没有重点，与颜一烟协商后将剧情改为以胡秀芝从普通农家女成长为革命战士的过程为主线，串联冷云、安顺福等其它战士。影片在东北镜泊湖原始密林实景制作完成，战斗场面也是用的真枪实弹。联合导演翟强在拍摄中途加入剧组，并饰演了剧中的王大队长。整部影片耗时3个多月于1949年11月摄制完成。

## 发行
《中华女儿》完成中央电影管理局审查时，正值北京召开亚洲妇女代表大会（1949年12月10日–16日），因而被安排在此次大会献映。此后，该片应首都电影放映系统的请求在长安大戏院试映，观众反应良好。1950年1月，《中华女儿》正式在北京和全国公映。北京市公映了3360场，观影人次达238万，按当时北京的人口计算，北京城乡人均观影1.1次以上。该片还被中华人民共和国文化部作为庆祝苏联电影三十周年纪念礼物送给苏联公映。此外，该片还发行至朝鲜以及东南亚地区。

## 评价
《中华女儿》在国内公映后，受到各界好评。影评家锺惦棐在《人民日报》称该片“毫无夸张地把中国人民所走过的艰难路程告诉我们：中华民族的优秀儿女，在中国共产党的领导下，用宝贵的生命换得了今天的胜利。它证明了我们是一个不可侮、不能屈的伟大民族！”。孙道临导演称“那滚滚江涛、年轻女战士们义无反顾的神情…….成为我所看过的影片中最难忘的场面之一。”
《中华女儿》是中华人民共和国首批外输影片之一。莫斯科高尔基电影制片厂导演格拉西莫夫和苏联中央文献电影制片厂导演瓦尔拉莫夫在《真理报》署名高度评价该片，并称“看到了中国人民伟大革命斗争的情景”，“影片摄制得朴素而明了，具有深刻的信念，毫无虚假掩饰。在影片里毫无人为的纯朴和真实显示了中国游击队的生活、劳动和日常战斗生活。该片在朝鲜公映时，朝鲜报纸亦给予高度评价，并称“在中国共产党毛主席领导下的抗联英雄，不惜牺牲一切，为祖国、为人民洒尽了最后一滴鲜血”。印度尼西亚共产党机关报《红星》杂志称该片是“革命英雄主义的示范，是人民英雄无比力量的证明。”

## 荣誉
- 1950年，第五届卡罗维发利国际电影节“自由斗争奖”。[3][4]
- 1957年，中华人民共和国文化部“1949-1955年优秀影片”二等奖。[3][4]
- 1995年，《中华女儿》与《平原游击队》、《七·七事变》一起获“中国反法西斯战争优秀影片”奖。[7]:423